# Saimir Pirgu
Saimir Pirgu (n. 23 septembrie 1981, Elbasan) este un tenor albanez.

## Biografie
A învățat sa cânte la vioară înainte să se mute la Bozen, în Italia, unde Vito Brunetti i-a descoperit vocea de tenor.
Pirgu a câștigat premiul pentru cel mai bun tanar solist în 2001 la Concursul Umberto Sacchetti la Bologna și apoi premiul întâi la Concursul Enrico Caruso (Milano) și la Concursul Tito Schipa (Lecce, 2002) iar în 2009 a obtinut Premiul Franco Corelli la Ancona. În 2003 a debutat la Opera din Roma în Lucia di Lammermoor de Gaetano Donizetti.
La 22 de ani a fost ales de Claudio Abbado pentru rolul Ferrando în Cosi fan tutte. A cântat în cele mai cunoscute teatre de operă din lume: La Scala din Milano, Opera din Paris, Royal Opera House, Metropolitan Opera din New York, Opera de Stat din Viena. Colaborează foarte des cu dirijori precum Riccardo Muti, Lorin Maazel, Daniele Gatti, Serji Ozawa, James Colon și Antonio Pappano. A cântat în Don Giovanni (Paris), L'Elisir d'Amore (Viena), La Traviata (Londra), Rigoletto (Zurich), Flautul fermecat (Milano), Gianni Schicchi (Metropolitan Opera si la Opera din Los Angeles in regia lui Woody Allen). A debutat în Idomeneo la Festivalul Styriarte de la Graz sub bagheta lui Nikolaus Harnoncourt. La Festivalul de la Salzburg a cântat în Requiemul de Verdi sub conducerea muzicală a lui Riccardo Muti.
În martie 2012 Saimir Pirgu a debutat la Gran Teatre del Liceu în Barcelona, interpretând rolul principal din La Boheme alături de Angela Gheorghiu. În septembrie 2012 a debutat la Opera din San Francisco în rolul lui Tebaldo în I Capuleti e i Montecchi de Bellini .

## Repertoriu
- Idomeneo – Idomeneo
- Nemorino – L'elisir d'amore
- Edmondo – Manon Lescaut
- Alfredo – La traviata
- Rinuccio – Gianni Schicchi
- Ottavio – Don Giovanni
- Ferrando – Così fan tutte
- Tebaldo - I Capuleti e i Montecchi

## Discografie
- Opera Night for the German AIDS Foundation, 2005, DVD
- Gioachino Rossini – La La cambiale di matrimonio (Rossini Opera Festival 2006) 2006, DVD
- Gioachino Rossini – La La cambiale di matrimonio (Rossini Opera Festival 2006) 2007, CD
- Angelo, Casto e Bel 2007, CD
- Wolfgang Amadeus Mozart –  Idomeneo, Styriarte Festival, 2009, DVD
- Ramon Carnicer –  Elena e Costantino 2009, CD
- Vicente Martín y Soler –  Il burbero di buon cuore 2009, DVD
- Giuseppe Verdi –  La traviata, Opéra Royal de Wallonie, Belgium, 2010, DVD
- Giacomo Puccini –  La bohème im Hochhaus, Live from Berne, Switzerland, 2010, DVD
- Wolfgang Amadeus Mozart – Die Zauberflöte, Teatro alla Scala, Milan, 2012, BLU-RAY
- G. Verdi – Requiem (Vienna Musikverein 2013), 2014, DVD Blu-ray
- G. Verdi – Requiem (München, Bayerische Rundfunk 2013), 2014, CD
- V. Bellini – I Capuleti e i Montecchi (San Francisco Opera 2012), 2014, DVD Blu-ray
- New Year's Concert 2013 (Venice, Teatro la Fenice 2013), 2014, DVD Blu-ray
- G. Verdi – Rigoletto (Zürich Opernhaus 2014), 2015, DVD